# كاراكس أسود
كاراكس أسود (الاسم العلمي: Charax niger) هو نوع من الأسماك يتبع جنس الكاراكس من الفصيلة الكاراكسية.